# Suminko
Suminko – przepływowe jezioro rynnowe w mezoregionie Bory Tucholskie (gmina Sulęczyno, powiat kartuski, województwo pomorskie).
Powierzchnia całkowita jeziora wynosi 14,8 ha. Na południu Suminko łączy się z Jeziorem Sumino.